# Saridjali (Tchemenli, Agdam)
Saridjali est un village de la région d'Agdam en Azerbaïdjan.

## Économie
La principale occupation de la population est l'élevage et l'agriculture.

## Géographie
Le village de Saridjali de la région d'Agdam est situé dans la circonscription territoriale administrative Tchemenli.